# Titirangi

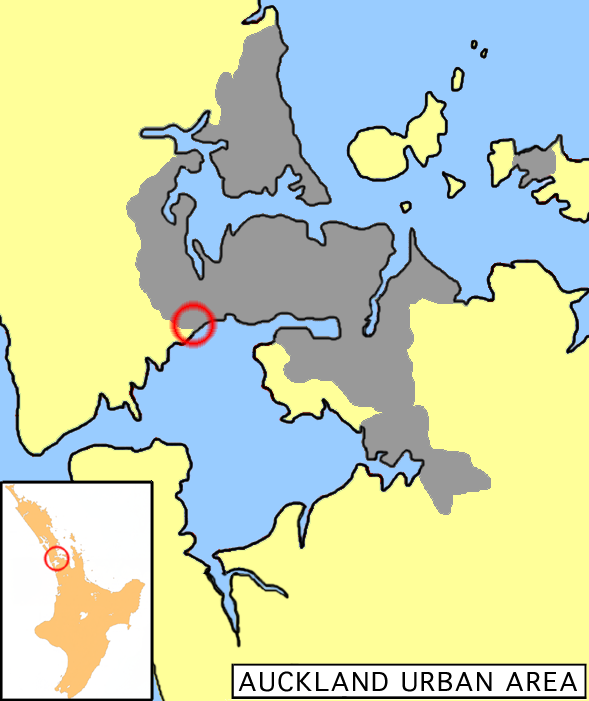
Situation de Titirangi par rapport à Auckland.

Titirangi est un faubourg d'Auckland, en Nouvelle-Zélande. C'est un quartier résidentiel relativement riche, situé à 13 km au sud-ouest du centre-ville, à l'extrémité sud des chaînes Waitakere. En maori, « Titirangi » signifie « longues traînées de nuages dans le ciel », mais il est souvent interprété comme « lisière des cieux »,.
Au recensement de 2006, la population était de 3 330 personnes, 93 de plus qu'en 2001.

## Environnement

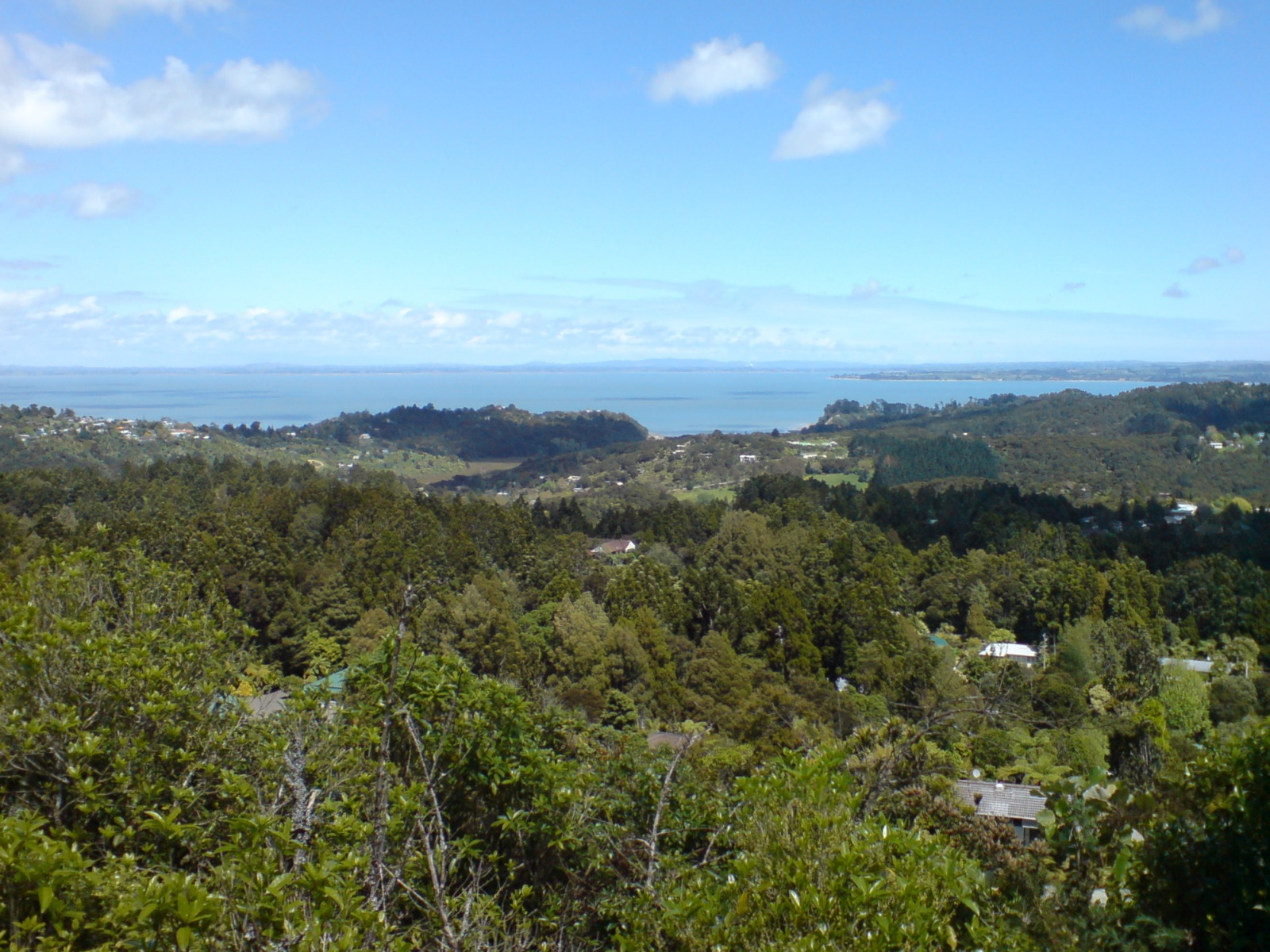
Le port de Manukau vu depuis Scenic Drive, dans l'ouest de Titirangi.

Titirangi est caractérisée par des maisons construites dans le bush des chaînes Waitakere. Beaucoup ont une allure originale ou sont bâties sur pilotis pour éviter l'humidité. Les chaînes Waitakere se trouvent sur la côte ouest, sur la route des vents dominants venant de la mer de Tasman, et reçoivent donc des pluies abondantes. Le bush très luxuriant abrite de nombreux oiseaux indigènes comme des rhipidures, des tuis, des kererūs (ou wood pigeons), des zosterops et des ninoxes boubouk. Le relief s'étend de Titirangi Beach (au port de Manukau) jusqu'à 400 m dans les chaînes Waitakere.

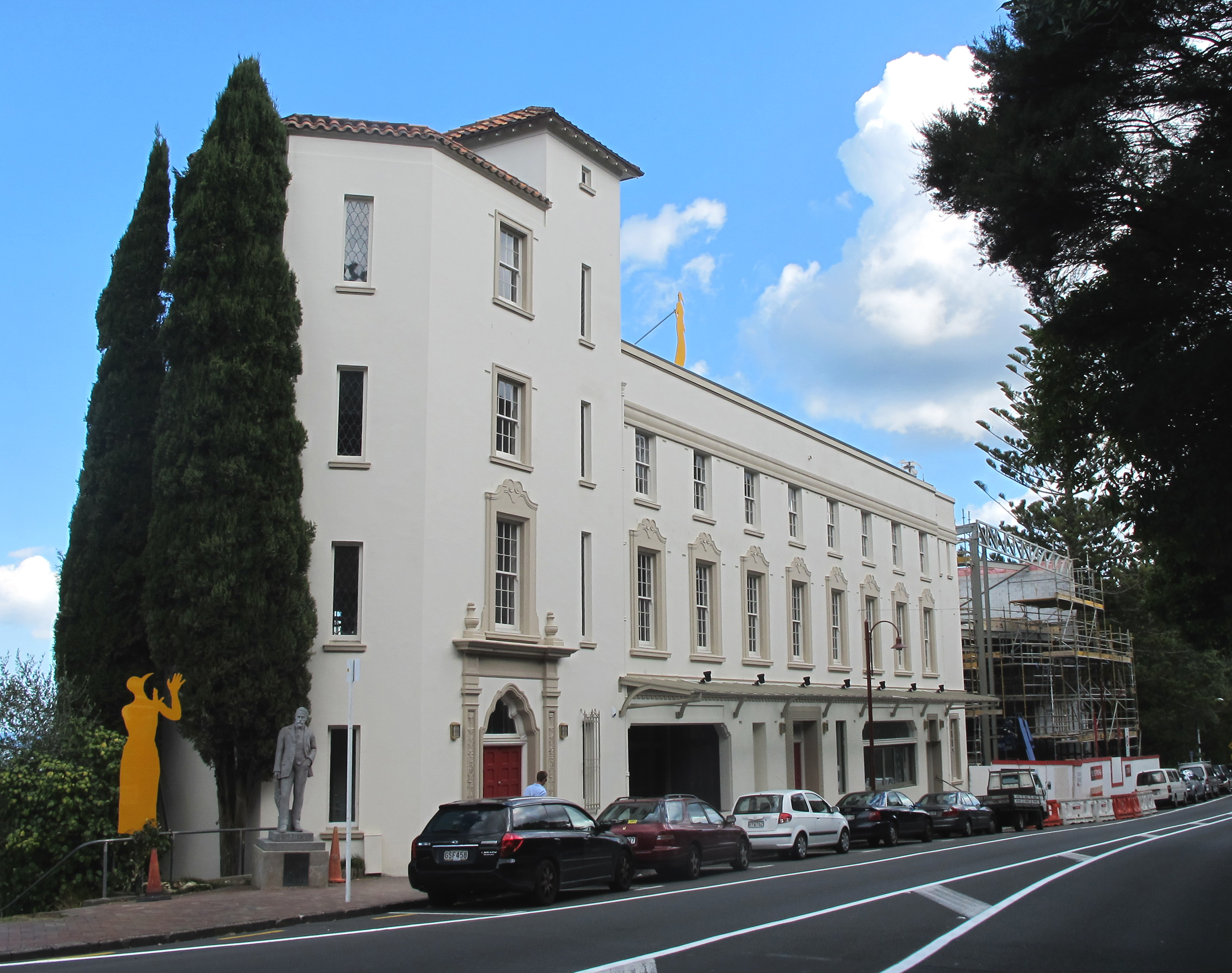
en 2014.

Pendant longtemps Titirangi a eu une réputation de vie bohème. Beaucoup d'écrivains, musiciens, artistes et potiers y vivent ou y ont vécu, notamment l'auteur-compositeur Tim Finn (en) (qui y a écrit sa chanson I Hope I Never), l'actrice Alma Evans-Freke (en), l'écrivain Maurice Shadbolt (en), le peintre Colin McCahon (dont la maison a été conservée comme musée), le photographe Brian Brake (en), le poète John Caselberg (en) et le potier Len Castle. Un théâtre local, le Titirangi Theatre, une galerie d'art et une station de radio sont installés dans l'historique Lopdell House (en). Juste à côté se trouve la galerie d'art contemporain Te Uru Waitakere, soutenue par la Région ouest d'Auckland. Le réseau de sentiers de randonnée des chaînes Waitakere est aussi accessible à partir de la ville.
Titirangi est limitée au sud par le port de Manukau, à l'ouest et au nord par les collines des chaînes Waitakere, comprenant le grand parc du Centennial Memorial Park et les champs captants qui fournissent la plus grande partie de l'eau d'Auckland. La principale route traversant les collines, Scenic drive (en), commence à Titirangi. À l'est et au nord se trouvent des districts plus urbanisés. Pour de nombreux Néo-Zélandais, le nom « Titirangi » est associé avec le terrain de golf le plus connu d'Auckland, (parcours de Golf de Titirangi), qui se trouve en fait à la limite des quartiers de New Lynn et Green Bay.
| Konini                            | Kaurilands      | Titirangi North (en) |
| Waima                             | Titirangi       | Green Bay            |
| Woodlands Park (Nouvelle-Zélande) | French Bay (en) | Wood Bay             |

## Éducation
Titirangi School est une école primaire (1 à 6 ans) au décile socioéconomique de 10 et 506 élèves. Elle a fêté son centenaire en 1972, bien que son histoire remonte à 1845 environ.
Les établissements secondaires les plus proches sont Green Bay High School, Kelston Boys' High School et Kelston Girls' High School. Les élèves catholiques prennent habituellement le train à New Lynn pour Marist College (filles) ou St Peter's College (garçons), tous deux dans le centre d'Auckland.

## Monuments
La sculpture du rond-point de Titirangi Road, Atkinson Road, Kohu Road, Scenic Drive et Huia Rd est un symbole de Titirangi depuis des années, bien qu'elle ne fasse pas l'unanimité. Conçue par l'étudiante en bijouterie Lisa Higgens en 1993, elle n'avait été érigée qu'à titre provisoire, pour cinq ans, mais elle a été laissée en place. Sa couleur rose d'origine a été remplacée par un vert turquoise en 2009.